# It's Always Sunny in Philadelphia
It's Always Sunny in Philadelphia is een Amerikaanse sitcom van FX Productions, waarvan de eerste aflevering op 4 augustus 2005 werd uitgezonden. De serie werd bedacht door Rob McElhenney, Glenn Howerton en Charlie Day, die zelf ook drie van de hoofdrollen vertolken. De overige hoofdpersonages worden gespeeld door Kaitlin Olson en Danny DeVito. De reeks omvat de gebeurtenissen van "The Gang", een groep egocentrische vrienden die de onsuccesvolle bar "Paddy's Pub" uitbaten in Philadelphia (Pennsylvania). De serie telt sinds 2025 zeventien seizoenen en is daardoor de langstlopende komische live-actionserie uit de Amerikaanse televisiegeschiedenis.

## Productie

### Ontwikkeling
In 2004 bedacht de beginnende acteur Rob McElhenney een idee voor een komische korte film. Het verhaal ging over een man die naar een vriend gaat om suiker te lenen, maar dan te horen krijgt dat de vriend kanker heeft. In plaats van empathisch te zijn, is hij enkel geïnteresseerd in de suiker zodat hij snel kan vertrekken. Samen met zijn toenmalige liefdespartner Jordan Reid en vrienden Glenn Howerton en Charlie Day vormde McElhenney de korte film om tot een pilot, getiteld It's Always Sunny on TV, over vier beginnende acteurs die proberen om in Los Angeles een rol vast te krijgen. In de eerste versie van de pilot die ze opnamen werden de mannelijke hoofdpersonages vertolkt door Howerton, Day en David Hornsby, die later in de serie het personage Rickety Cricket zou vertolken. Deze versie was geen succes, waarna ze een tweede versie opnamen met McElhenney in de plaats van Hornsby. De pilot kostte zo'n 85 dollar en werd met een camcorder opgenomen. Ook actrice Morena Baccarin, die een jeugdvriend was van McElhenny, werkte aan de opnames mee.
De pilot werd vervolgens door McElhenny en zijn belangenvertegenwoordiger voorgesteld aan Fox, HBO, Comedy Central, VH1, MTV, CBS en FX. John Landgraf, hoofd van FX, was onder de indruk en gaf McElhenney, Howerton, Day en Reid de kans om een professionele versie van de pilot op te nemen. Het viertal kreeg een professionele televisiecrew ter beschikking.

### Casting
Voor de professionele pilot werden de hoofdpersonages aangepast. Voor hun goedkope pilot hadden McElhenney, Howerton, Day en Reid hun echte naam gebruikt. In de FX-pilot werden hun personages omgedoopt tot respectievelijk Mac, Dennis, Charlie en Sweet Dee.
Reid kreeg al snel het gevoel dat FX haar enkel duldde omdat ze de vriendin van McElhenney was. Zo werd ze als enige van de vierkoppige hoofdcast niet tot uitvoerend producent benoemd door FX. Uiteindelijk liep haar relatie met McElhenney op de klippen. Toen FX de professionele pilot goedkeurde en het licht op groen zette voor de serie kreeg ze als enige van de hoofdcast geen contractverlening. De directie van het televisienetwerk vond dat ze te knap was om een café-uitbaatster te vertolken.
Als een gevolg werden er audities georganiseerd om Reid te vervangen in de uiteindelijke serie. Onder meer Kristen Wiig en Kaitlin Olson streden om de rol. Olson trok aan het langste eind, maar wilde niet beperkt worden tot de rol van saaie aangever en overtuigde de makers om haar personage even gek en onconventioneel te maken als de mannelijke personages. De rest van de cast werd aangevuld met kennissen van de hoofdcast, waaronder Mary Elizabeth Ellis, David Hornsby en Jimmi Simpson.
In 2008 trouwde Kaitlin Olson met haar medespeler Rob McElhenney. Twee jaar eerder was Charlie Day al gehuwd met medespeelster Mary Elizabeth Ellis, met wie hij al van voor de opnames van de serie een koppel vormde. In de serie vertolkt Ellis een serveerster die nooit ingaat op de liefdesaanzoeken van Charlies personage.
Het eerste seizoen van de serie kreeg positieve recensies, maar had geen hoge kijkcijfers, mede door de onbekendheid van de hoofdcast. Daarom besloot FX om de hoofdcast voor het tweede seizoen uit te breiden met een bekende acteur. Danny DeVito, wiens kinderen fans van de serie waren en met wie FX-baas John Landgraf had samengewerkt bij productiebedrijf Jersey Group, werd aan de serie toegevoegd als Frank Reynolds, de vader van Dennis en Sweet Dee. Doordat de hoofdpersonages net als in de populaire sitcom Seinfeld een egocentrische vriendengroep vormen en vaak nog politiek incorrecter zijn dan de hoofdpersonages in die serie wordt It's Always Sunny in Philadelphia ook weleens 'Seinfeld op crack' genoemd.

### Opnames

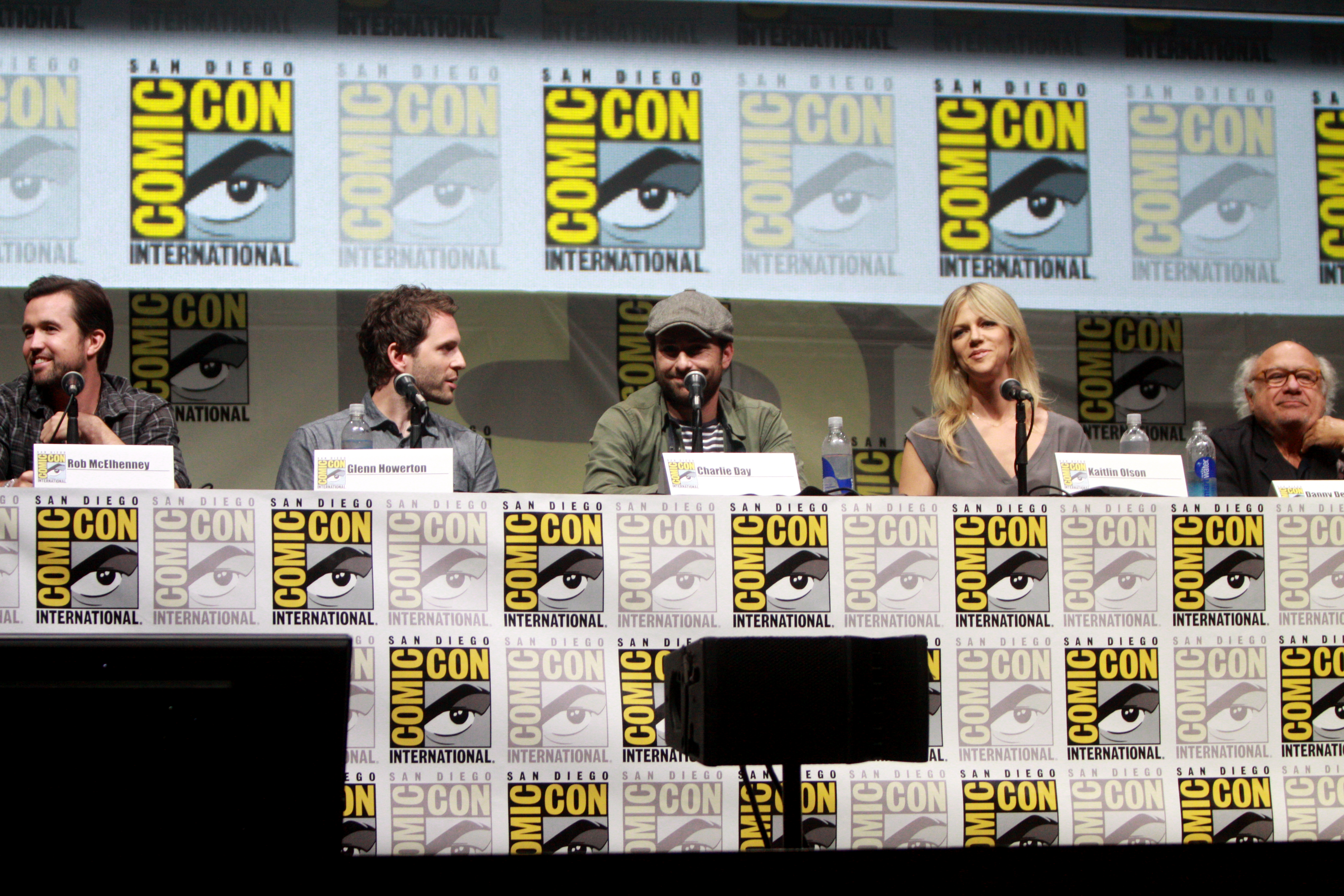
De cast van It's Always Sunny in Philadelphia op Comic-Con (2013).

Onder invloed van FX werd het uitgangspunt van de originele pilot veranderd. Omdat er op dat ogenblik met onder meer The Comeback (2005) en Entourage (2004–2011) al enkele series waren die zich focusten op de leefwereld van Hollywoodacteurs werd besloten om de hoofdpersonages om te vormen tot een groep vrienden die samen een bar uitbaten. De reeks werd daardoor van Los Angeles naar Philadelphia verhuisd. Derhalve veranderde de titel in It's Always Sunny in Philadelphia.
Tijdens de begintitels van de serie zijn nachtbeelden van Philadelphia te zien. Onder meer het stadion van de Philadelphia Eagles wordt getoond. De serie zelf wordt grotendeels in studio's in Los Angeles opgenomen. De buitenkant van Paddy's Pub, de bar van de vier hoofdpersonages, is in werkelijkheid de voorgevel van het fabrieksgebouw Starkman Building (bouwjaar: 1908) in Los Angeles.

## Release en ontvangst
Het eerste seizoen ging in augustus 2005 in première op FX. In 2013 verhuisde de reeks naar zusterzender FXX, die zich vooral richt op kijkers in de leeftijdscategorie van 18 tot 34 jaar.
Hoewel de serie nooit hoge kijkcijfers haalt, is het een van de langstlopende Amerikaanse tv-series ooit. In 2017 ging het twaalfde seizoen van de serie in première. It's Always Sunny in Philadelphia wordt door zijn kleine, maar trouwe aanhang dan ook beschouwd als een cultserie. Verschillende uitspraken en fragmenten ("Because of the Implication", "Kitten Mittens", "The Dayman Song") uit de serie groeiden ook uit tot internetmemes.
Van tv-critici krijgt It's Always Sunny in Philadelphia overwegend positieve recensies. Op Rotten Tomatoes heeft de serie een waarde van 98%. Op Metacritic krijgen de verschillende seizoenen scores tussen 64/100 (seizoen 1) en 86/100 (seizoen 9). Desondanks wordt de reeks zelden genomineerd voor grote tv-prijzen. In de derde aflevering van het negende seizoen (2013), getiteld "The Gang Tries Desperately to Win an Award", steken de makers van de serie de draak met het feit dat ze bij prijsuitreikingen vaak over het hoofd gezien worden.

## Stijl en thema's
It's Always Sunny in Philadelphia is geen traditionele sitcom die in een multicamera-opstelling gefilmd wordt, maar maakt meestal gebruik van een set met slechts één camera die de handelingen van de acteurs volgt. Net als in de populaire sitcom Cheers (1982–1993) speelt de reeks zich hoofdzakelijk af in en rond de bar waar de hoofdpersonages werkzaam zijn. Omdat de hoofdpersonages vaak zeer egocentrisch zijn, wordt de serie ook regelmatig vergeleken met Seinfeld (1989–1998).
De serie behandelt regelmatig onderwerpen die gevoelig liggen bij de Amerikaanse bevolking, waaronder racisme, wapenbezit, religie, drugs, abortus, de olie-industrie en het homohuwelijk. De personages nemen bovendien vaak onpopulaire, aanstootgevende of politiek incorrecte standpunten in en gedragen zich als sociopaten. Hoofdrolspeler Glenn Howerton omschreef de serie als een satirische blik op kapitalisme. Volgens de acteur is het egocentrisme van de protagonisten een gevolg van het feit dat ze het kapitalistisch denken, dat in de Amerikaanse samenleving erg aangemoedigd wordt, op de spits drijven.
De hoofdpersonages bedenken doorgaans de gekste plannen om rijkdom/succes te bereiken. Hoewel ze zelden of nooit succesvol zijn, hebben ze een hoge eigendunk en een zelfbeeld dat niet met de realiteit overeenstemt. Dennis gedraagt zich vaak als een psychopathische seriemoordenaar, maar ziet zichzelf eerder als een playboy. Mac is ervan overtuigd dat hij een stoere, heteroseksuele man is die uitblinkt in karate, terwijl het voor iedereen in zijn omgeving al lang duidelijk is dat dit een masker is waarachter hij zijn homoseksuele geaardheid verbergt. De laaggeschoolde en analfabetische Charlie denkt een uitstekende jurist te zijn en Dee vindt zichzelf een succesvolle comédienne, hoewel niemand ooit om haar grappen moet lachen en ze plankenkoorts heeft.

## Rolverdeling
| Acteur / actrice     | Personage                    |
| -------------------- | ---------------------------- |
| Glenn Howerton       | Dennis Reynolds              |
| Kaitlin Olson        | Deandra "Sweet Dee" Reynolds |
| Rob McElhenney       | Mac                          |
| Charlie Day          | Charlie Kelly                |
| Danny DeVito         | Frank Reynolds               |
| Mary Elizabeth Ellis | Waitress                     |
| David Hornsby        | Cricket                      |
| Brian Unger          | The Attorney                 |
| Artemis Pebdani      | Artemis                      |
| Lynne Marie Stewart  | Charlie's Mom                |
| Sandy Martin         | Mac's Mom                    |
| Andrew Friedman      | Charlie's Uncle Jack         |
| Jimmi Simpson        | Liam McPoyle                 |
| Nate Mooney          | Ryan McPoyle                 |
| Lance Barber         | Bill Ponderosa               |
| Catherine Reitman    | Maureen Ponderosa            |

Bekende gastrollen:
Seann William Scott, Guillermo del Toro, Zachary Knighton, Roddy Piper, Kyle Davis, Alejandro Patiño, Windell Middlebrooks, Scott Bakula, Fisher Stevens, Jon Polito, Sean Combs, Brian Doyle-Murray, Stephen Collins, Jaimie Alexander, Jack McGee, Alexandra Daddario, Christopher Lloyd, Pablo Schreiber, Rob Thomas, Dax Shepard, Josh Groban, Chad Coleman, Tom Sizemore, Dennis Haskins, Keegan-Michael Key, Jason Sudeikis, Oscar Nuñez, Melanie Lynskey, Judy Greer, Nora Dunn, David Huddleston, René Auberjonois.

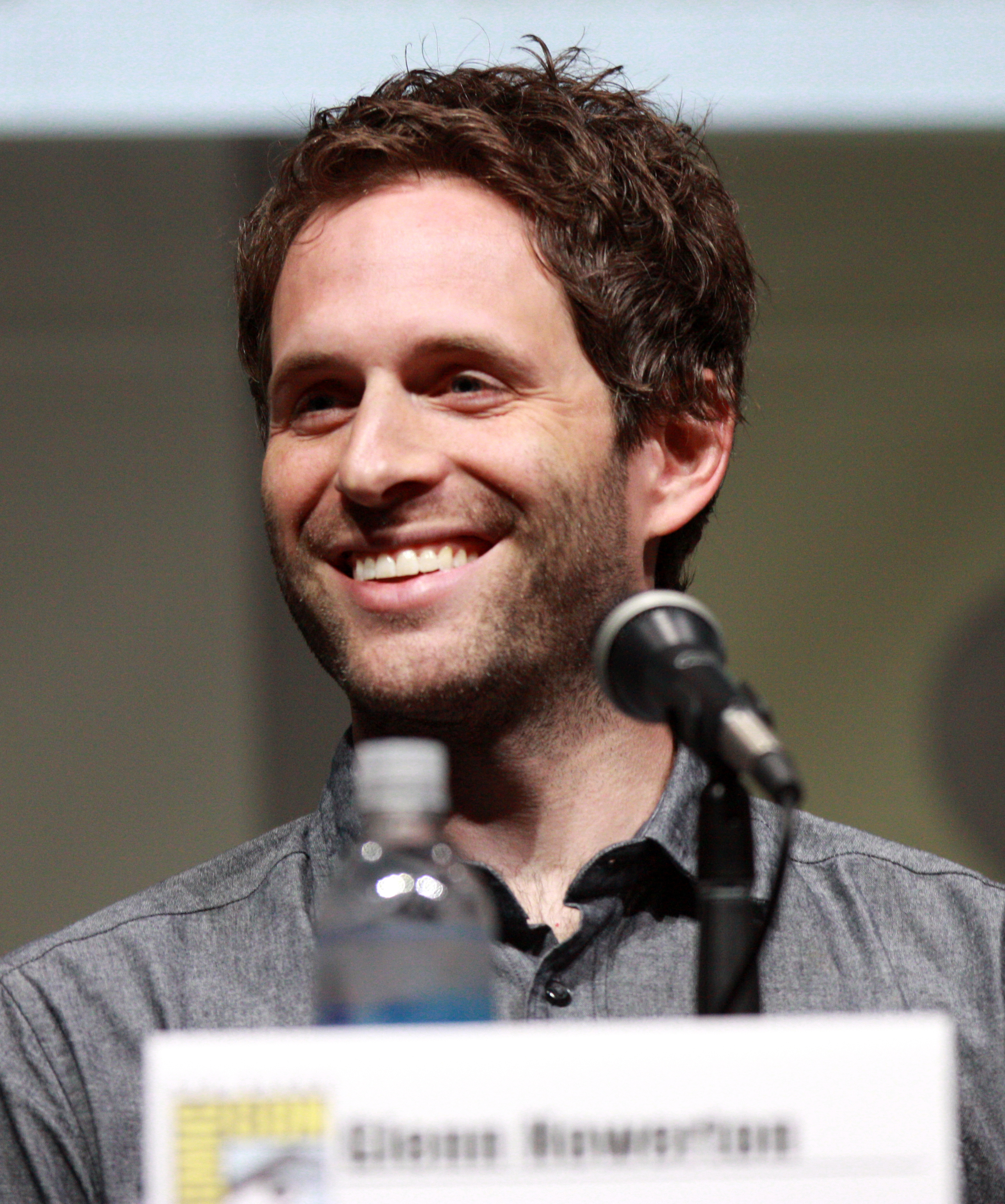
Glenn Howerton
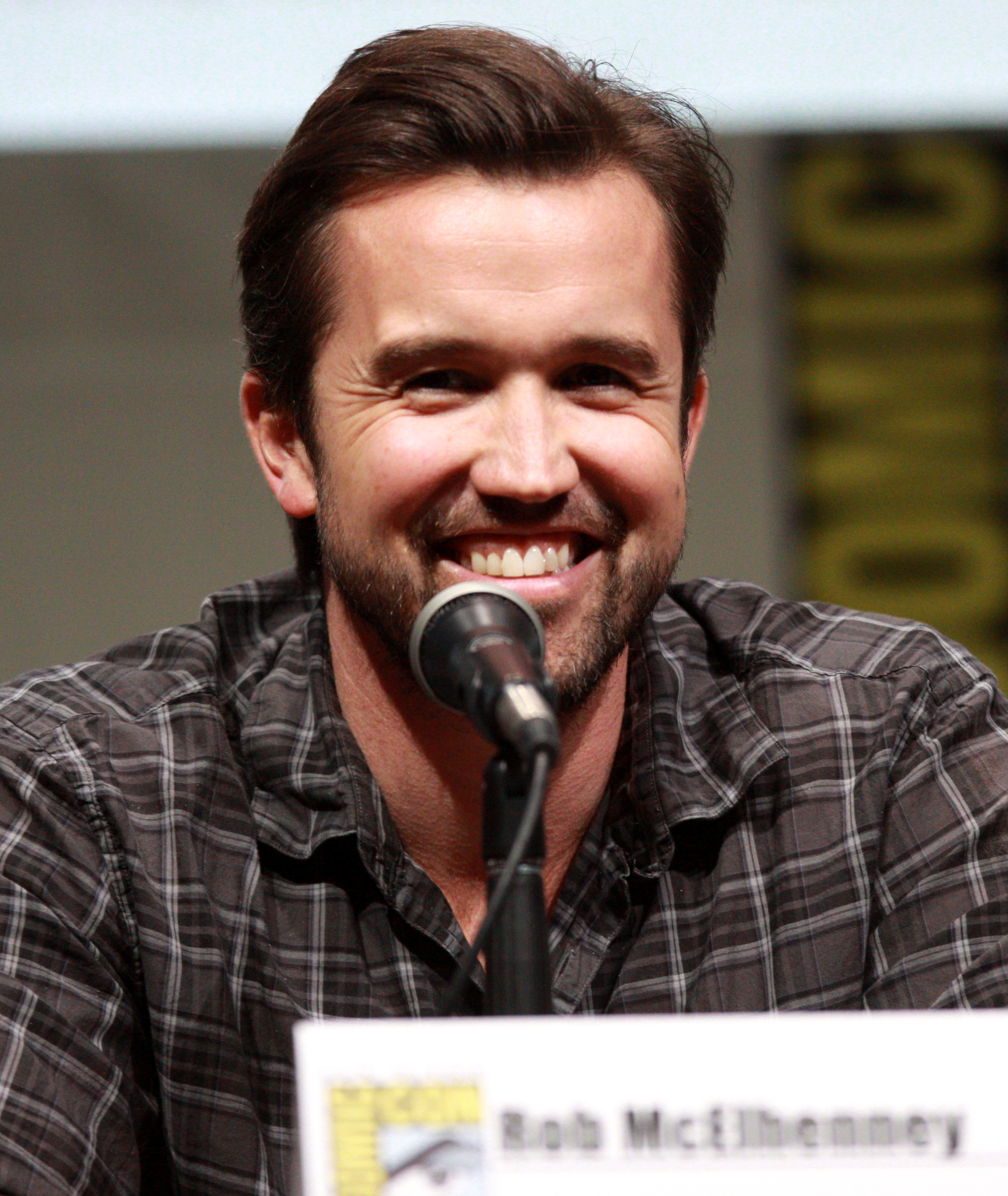
Rob McElhenney
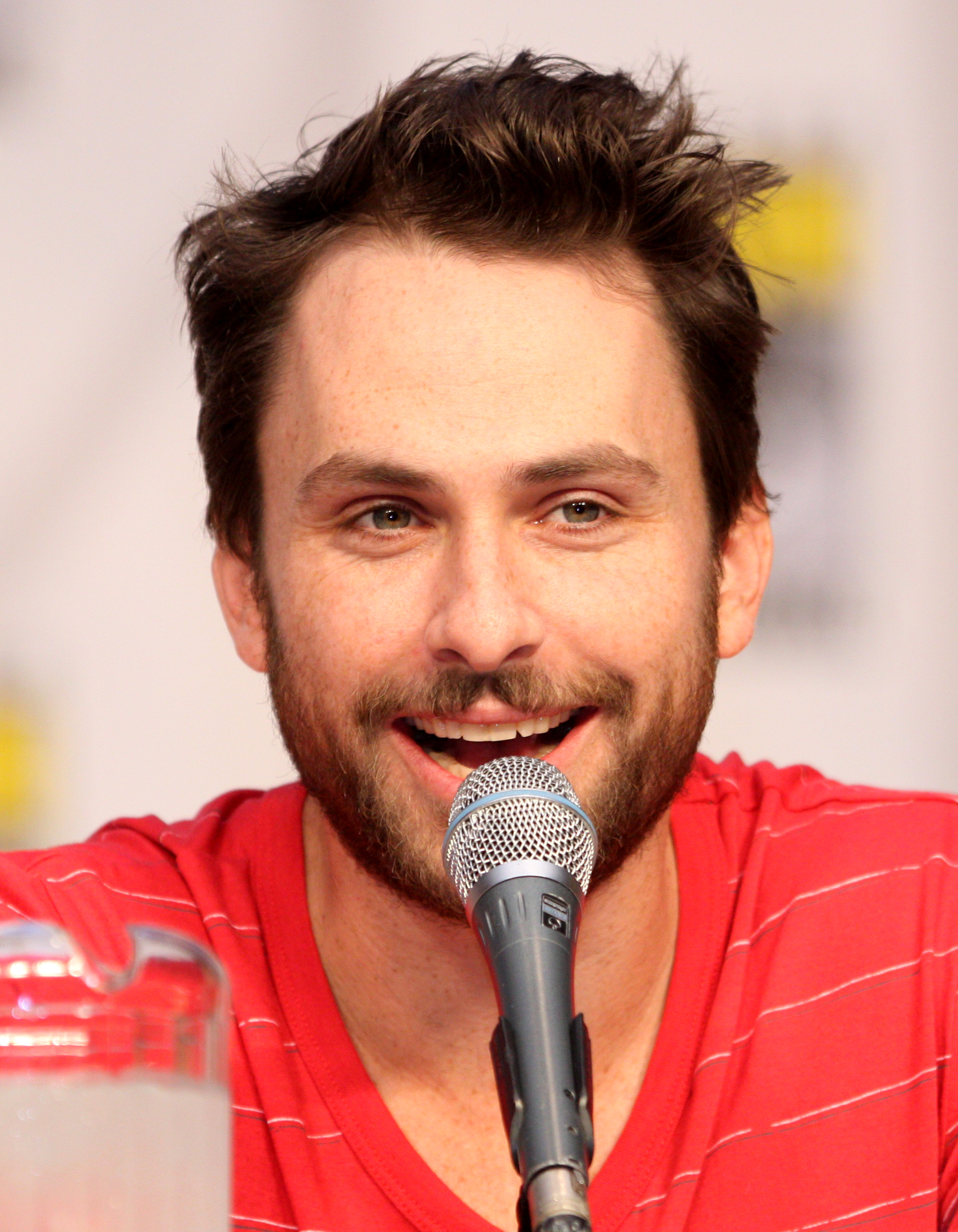
Charlie Day
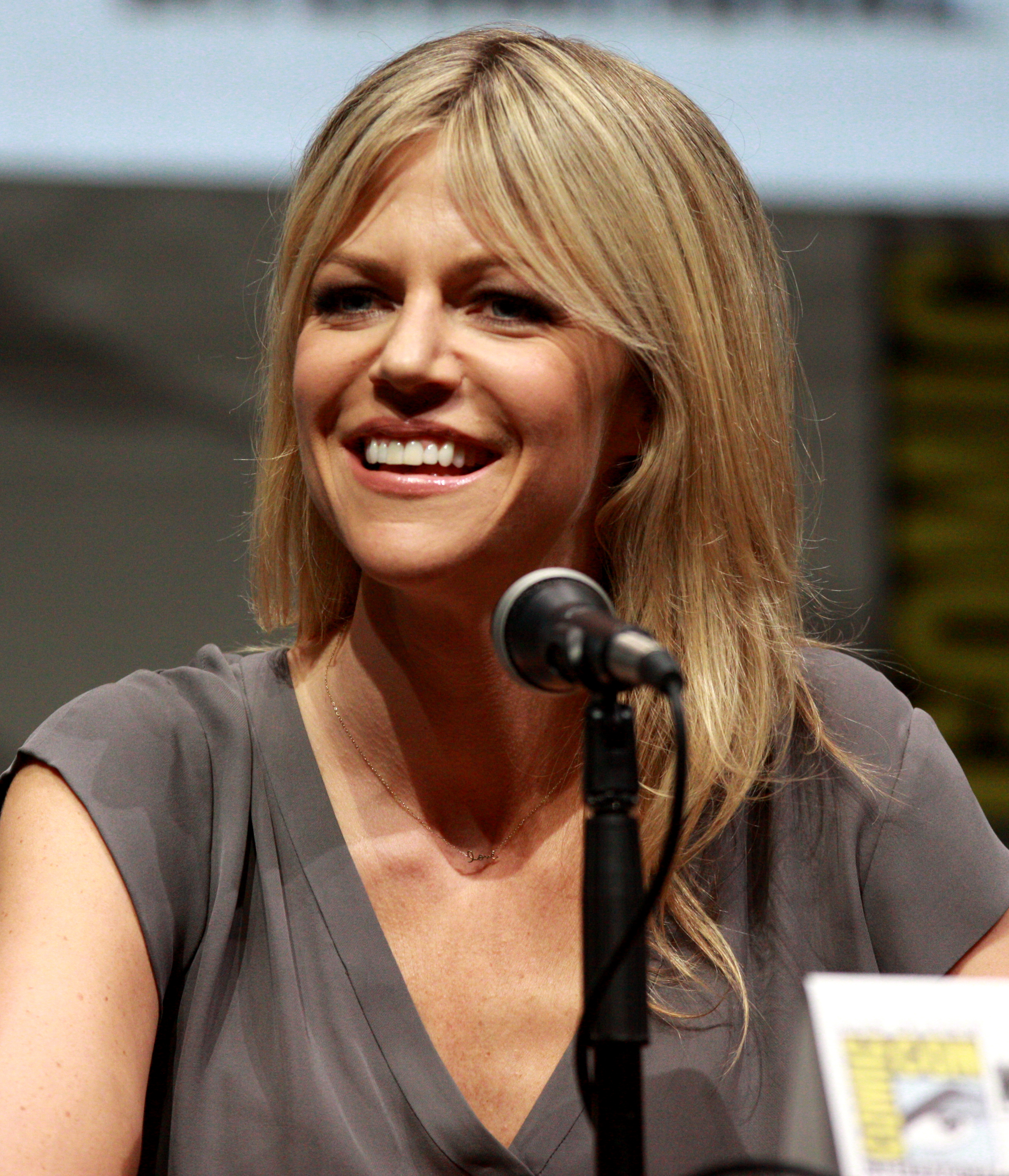
Kaitlin Olson
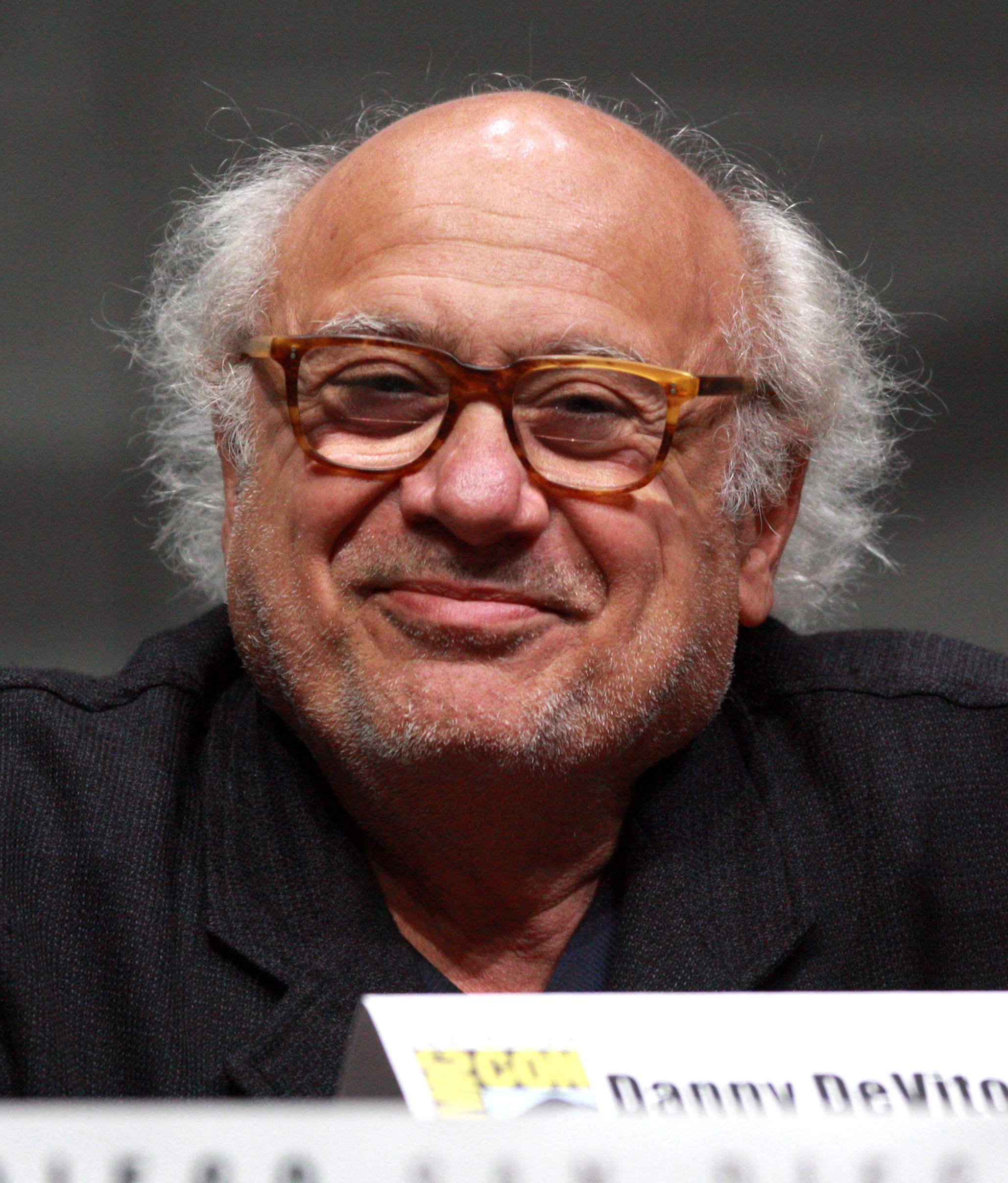
Danny DeVito